# Megachile rubrimana
Megachile rubrimana är en biart som beskrevs av Morawitz 1893. Megachile rubrimana ingår i släktet tapetserarbin, och familjen buksamlarbin. Inga underarter finns listade i Catalogue of Life.